# ستيفن سيمونز
ستيفن سيمونز (بالإنجليزية: Stephen Simmons)‏ (27 فبراير 1982 بغلاسكو في المملكة المتحدة - ) هو لاعب كرة قدم بريطاني في مركز الوسط. شارك مع منتخب اسكتلندا تحت 21 سنة لكرة القدم. أما مع النوادي، فقد لعب مع دونفرملين أثلتيك وريث روفرز وكوين أوف ساوث وهارت أوف ميدلوثيان ونادي ألوا أثليتيك ونادي كاودينبيث لكرة القدم.

## وصلات خارجية
- ستيفن سيمونز على موقع قاعدة بيانات كرة القدم.إي يو (الإنجليزية)
- ستيفن سيمونز على موقع Soccerbase.com (لاعب) (الإنجليزية)